# Sean Lowe
Sean Thomas Lowe (Arlington, Texas, 16 de noviembre de 1983),  es una personalidad de televisión y autor, principalmente conocido por su papel en la decimoséptima temporada de The Bachelor de ABC, que ganó convirtiéndose en el favorito de los fanáticos durante su tiempo en la octava temporada de The Bachelorette con Emily Maynard, donde ocupó el tercer lugar.
Como cristiano devoto, Lowe es uno de los «Segundos» que participan activamente en un movimiento social evangélico y multimedia llamado I Am Second.

## Primeros años
Lowe nació en Arlington, Texas, de Jay y Sherry Lowe, ambos cristianos devotos. Él tiene una hermana mayor, Shay. Lowe jugó al fútbol desde una edad muy temprana y se graduó en Lamar High School, y en la cual fue miembro de Fellowship of Christian Athletes. Más tarde asistió a la Universidad de Texas A&M por un semestre antes de transferirse a la Universidad Estatal de Kansas, donde recibió una beca de fútbol y participó en un Juego de Campeonato Big 12 de 2003.

## Programas de televisión

### The Bachelorette
Sean fue el finalista en tercer lugar en la temporada de Emily Maynard de The Bachelorette. Terminó yendo a dos citas uno a uno con Maynard y una cita grupal. En el noveno episodio, Sean le dijo a Maynard que se estaba enamorando de ella. Emily le ofreció una tarjeta de una noche para pasar más tiempo con él, pero él no se quedó a pasar la noche, ya que no se alineó con las creencias de Emily y el ejemplo que ella quería establecer para su hija. Lowe fue eliminado ese mismo episodio, a pesar de ser un candidato favorito durante toda la competencia. Después de enviarlo a casa, Maynard comentó que ella acaba de enviar a casa «el hombre perfecto».
Lowe fue uno de los favoritos de los fanes en la temporada del show de Emily Maynard. Fue elegido para ser el Bachelor para la siguiente temporada.

### The Bachelor
En el primer episodio, se reveló que Sean tendría un total de 26 mujeres para elegir, en lugar de las 25 habituales.. Sean eliminó a Desiree Hartsock en el octavo episodio. Hartsock pasó a ser elegido como la estrella de la novena temporada de The Bachelorette. En el final de la temporada, Sean se propuso a la concursante Catherine Giudici.

#### Sean and Catherine's Wedding
Más de un año después de que propuso a Catherine Giudici en su temporada de The Bachelor, los dos se casaron el 26 de enero de 2014, en una ceremonia de televisión en vivo realizada en el Four Seasons Resort Biltmore en Santa Barbara. El padre de Sean, Jay Lowe, ofició en la boda.

### Dancing with the Stars
Después de The Bachelor, Lowe participó en el programa de ABC, Dancing with the Stars; su pareja de baile fue la campeona de la temporada 14, Peta Murgatroyd. Lowe se convirtió en la celebridad número 12 y final en ser anunciada para el elenco de la temporada 16. Él y Murgatroyd fueron eliminados en la semana 8 de la temporada, ocupando el sexto puesto.

### Celebrity Family Feud
Lowe y su esposa Catherine participaron en el segundo episodio de la transmisión 2015 de Celebrity Family Feud. «Equipo Bachelor» ganó su juego y ganó $25,000 dólares por su organización benéfica, Free the Children.

### Celebrity Wife Swap
Lowe y su esposa Catherine participaron en Celebrity Wife Swap en 2015, intercambiando con el ex Licenciado Jason Mesnick.

### Marriage Boot Camp: Reality Stars 4
Lowe junto con su esposa Catherine Lowe fueron elegidos como participantes en Marriage Boot Camp: Reality Stars 4.

### Who Wants to Be A Millionaire
Lowe junto con su esposa Catherine Lowe se unen en el programa de concursos de Estados Unidos Who Wants to Be A Millionaire?: Bachelor Fan Favorites, el 2 de noviembre de 2015 con el nuevo presentador Chris Harrison.

### Worst Cooks in America: Celebrity Edition 3
Lowe fue seleccionado en Worst Cooks in America: Celebrity Edition 3. Compitió en el equipo de Rachael Ray y terminó en 4° puesto.

## Vida personal
Lowe es conocido por ser extremadamente fuerte en su fe. Cuando se le pidió que categorizara en qué denominación pertenecía su religión, respondió: «Soy cristiano. Y así es como me categorizo a mí mismo, y ustedes saben, eso es obviamente una gran parte de mi vida, como la mayoría de la gente sabe, y eso es lo más importante para mi». Él está activamente involucrado en un movimiento llamado I Am Second. Publica videos y entrevistas sobre el movimiento con frecuencia.
Él tiene un perro, Ellie.
De vez en cuando sigue hablando de viajes. El 1 de octubre de 2014, él y su esposa Catherine se presentaron en BreakthroughYM, River of Life Church en Cold Spring, Minnesota.
El año siguiente, el 11 de octubre, visitaron la Asamblea de Dios de Covina en Covina, California, y tuvieron una entrevista con el amigo y reciente de Lowe, el pastor Lee McFarland.
Sean Lowe lanzó sus primeras memorias en 2015.
El 8 de diciembre de 2015, Lowe y Giudici anunciaron que esperaban su primer hijo. El 2 de julio de 2016, dieron la bienvenida a su hijo, Samuel Thomas. En noviembre de 2017, la pareja anunció que esperaban su segundo hijo. Le dieron la bienvenida a Isaiah Hendrix Lowe el 18 de mayo de 2018. El 19 de junio de 2019, la pareja anunció que esperaban su tercer hijo. Su hija Mia nació el 23 de diciembre de 2019.